# Rumuruti
Rumuruti est la capitale du comté de Laikipia au Kenya. Elle est située à environ 40 km au nord de Nyahururu, sur la route de Nyahururu à Maralal. Quoique plus petite que Nanyuki et Nyahururu, sa position plus centrale fait qu'elle a été préférée à ces villes comme siège du gouvernement du comté en 2013. 
En 2009, la population de la ville s'élevait à 6 518 habitants et celle de l'aire urbaine à 32 993.

## Économie
La majeure partie des habitants sont des éleveurs ; environ 500 bovins et 1 200 moutons et chèvres sont vendus aux enchères chaque semaine au marché de la ville. Un plan d'investissement de 200 millions de KES a été lancé en 2013 pour étendre une usine de transformation de viande.
La ville a été choisie pour être le lieu d'implantation d'une centrale électrique solaire (en), ; les débuts de la construction sont prévus au début de l'année 2020 et les travaux devraient durer dix mois,.

## Histoire

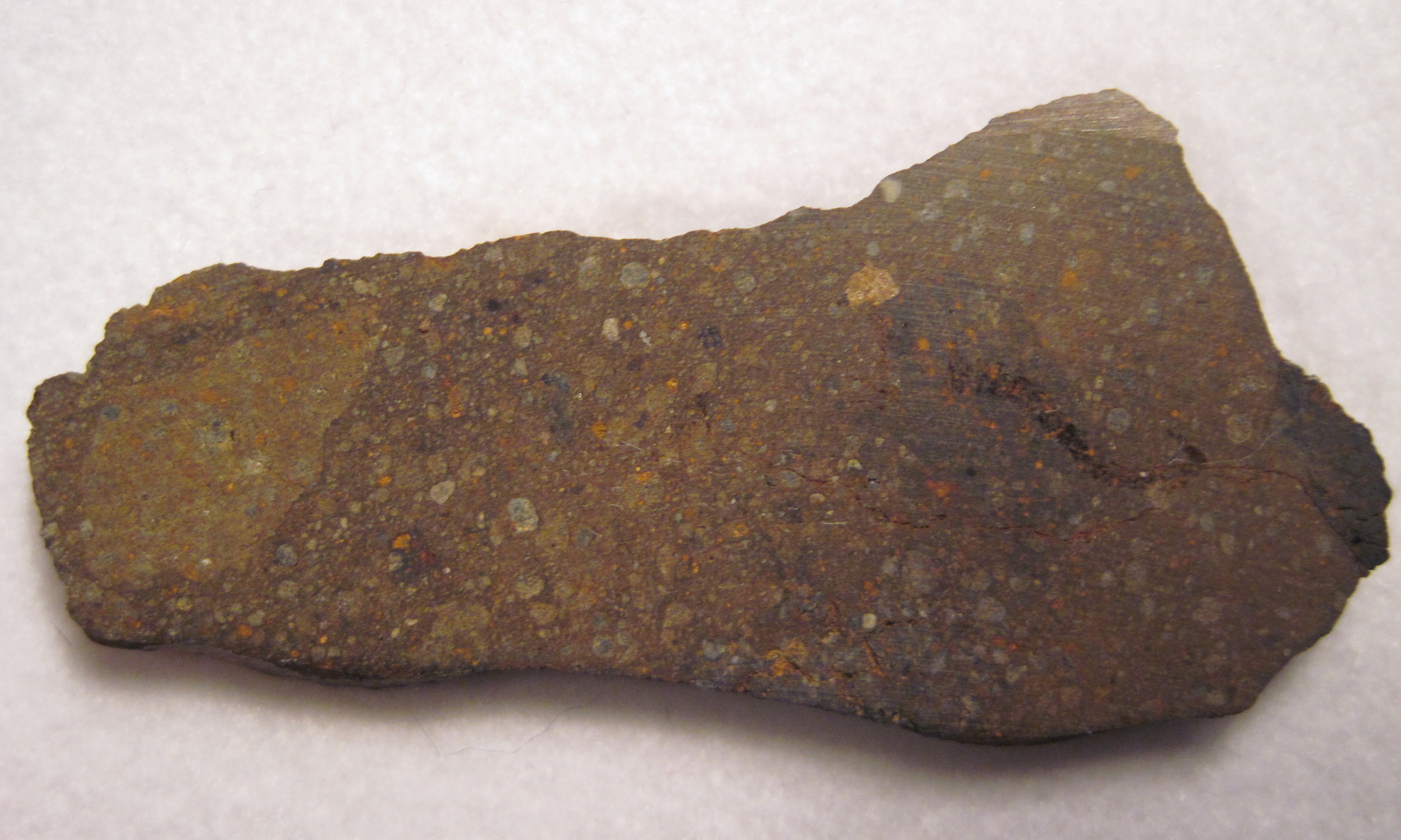
Chondrite de Rumuruti.

En 1934, la ville est témoin d'une chute de météorite ; la roche est une chondrite qui servira de prototype pour la catégorie nommée « chondrite R »,.
La ville a servi de décor pour certaines scènes du film de 1950, Les Mines du roi Salomon.